# 施勳
施勳爵士，KBE，CMG（Sir Claud Severn，1869年9月9日—1933年4月8日），舊譯史雲爵士，英國殖民地官員，1894年至1912年間於馬來亞地區的殖民地政府任職，官至馬來聯邦專員秘書兼海峽殖民地總督私人秘書。施勳在1912年出任香港輔政司，甫上任就率先於同年接見中華民國臨時大總統孫中山，任內他十度署任港督一職，1919年處理過搶米風潮，1925年省港大罷工期間有份參與談判，以求緩和省、港局勢。施勳在1923年獲勳爵士，至1925年新任港督金文泰爵士上任後退休，前後在任13年，是任期最長的香港輔政司（及布政司）。

## 生平

### 早年生涯
施勳在1869年9月9日生於南澳洲阿德萊德，父母分別是華特·施勳（Walter Severn，1830年－1904年9月22日）及來自蘇格蘭埃尔郡奇爾克蘭（Kilkerran）的瑪麗·達爾林普·弗格森（Mary Dalrymple Fergusson，約1845年－1916年1月3日）； 至於施勳的外祖父是查爾斯·達爾林普·弗格森爵士，第五代從男爵（Sir Charles Dalrymple Fergusson, 5th Baronet，1800年8月26日－1849年3月18日），為奇爾克蘭的望族。
施勳年幼時入讀由澳洲聖公會於阿德萊德創立的聖彼得書院，1886年3月曾參加阿德萊德大學入學試，報考拉丁文及化學，取得二級成績。雖然如此，施勳並無選擇入讀阿德萊德大學，而是考入英國劍橋大學塞爾文學院，並於1890年取得文學士學位畢業，後來在1913年再獲頒授文學碩士學位。

### 殖民地生涯
在1891年3月，施勳加入英國政府成為公務員，最初在倫敦的外交部圖書館館長司（Librarian's Department）任職臨時文員至1892年6月； 隨後在1894年2月轉職理藩部（又稱殖民地部），任新任海峽殖民地總督查爾斯·米切爾爵士（Sir Charles Mitchell）的私人秘書，至1895年12月獲外調到雪蘭莪任初級官員，後於1897年6月獲委任為雪蘭莪烏魯冷岳（Ulu Langat）的助理理民官。
在1898年通過馬來語及法律考試後，施勳旋於1899年5月改任雙文丹（Serendah）助理理民官，1900年出任吉隆坡署理裁判官，1903年8月加入馬來聯邦政府總部，任職總登記官助理秘書，後於1905年4月至11月一度兼任馬來聯邦署理聯邦司，而在1906年12月至1907年4月期間，施勳亦曾兼任烏魯冷岳署理理民官。 在1907年5月，施勳獲委為署理馬來聯邦專員秘書兼海峽殖民地總督私人秘書，至1911年2月再正任馬來聯邦專員秘書一職。

### 香港輔政司

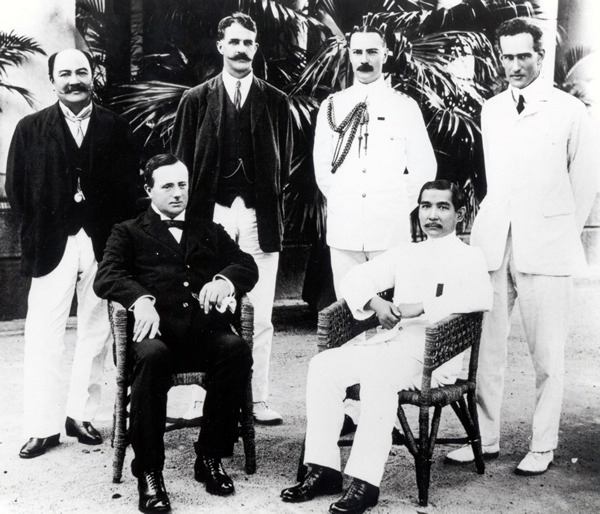
1912年，新任輔政司施勳在港督府內接見中華民國前任臨時大總統孫中山，何啟爵士（左一）及金文泰（右一）皆有出席。

在1912年2月，施勳轉抵香港出任輔政司一職，不久以後，港督盧嘉爵士卸任，施勳自3月16日至7月3日署任港督，直至新任港督梅含理爵士上任為止。 署任港督期間，他曾在港督府接見中華民國前任臨時大總統孫中山。
梅含理爵士伉儷在7月4日抵港履新，當日險遭刺客伏擊，事後被捕的參與者供稱刺殺計劃背後由廣東的三合會指使，儘管施勳沒有受傷，但起事者指施勳也是另一刺殺目標。
施勳亦曾自1913年8月21日至12月24日、1916年11月6日至12月8日、及1917年11月10日至12月16日署任港督，在1918年9月12日，身患心臟病的梅含理離港休假，不久因病情惡化辭職，施勳再次署任港督至1919年9月29日司徒拔爵士接任港督為止。
在司徒拔爵士任港督期間，施勳亦曾五度署任港督，第一次是1921年4月8日至5月11日，第二次是自1922年6月15日至同年11月18日， 第三次是自1924年2月1日至2月13日，第四次是自1925年3月19日至4月13日，最後一次是司徒拔卸任後自1925年10月31日至11月1日署任港督，直到新任港督上任為止。 前後統計，施勳在任輔政司期間，至少署任港督十次。
施勳上任輔政司後，自1912年至1921年出任香港大學首任副校監，1917年第一次世界大戰期間，他獲英廷頒授CMG勳銜。 1919年，香港白米短缺造成米價急升，正署任港督的施勳未能及時平抑米價，以致同年7月26日爆發搶米風潮，9月方才平息。1920年，香港大學向他頒授榮譽法學博士學位。
1923年，在港任職滿11年的施勳再獲英皇頒授KBE勳銜，成為爵士。後來省港大罷工於1925年爆發，施勳與工運領袖談判，某程度上有效緩和香港當時局勢。
英國政府認為，港督司徒拔未能平息省港大罷工，加上他態度強硬，結果在1925年以熟知中國事務，並曾在香港工作的錫蘭輔政司金文泰爵士接任港督，設法平息局勢。金文泰出任港督，令施勳爵士有所不滿。 施勳認為，金文泰雖有才華，但自己長年出任輔政司，極有能力和條件出任港督。故此，他私底下曾表示對金文泰出任港督「感到十分驚訝」。
金文泰在11月1日上任，施勳爵士沒有留在政府，11月14日展開休假，1926年正式退休。施勳爵士出任輔政司達13年，連計後來的布政司在內，是歷史上任期最長的一位。

### 晚年生涯
施勳爵士退休後與家人定居倫敦，並經常與香港的故友有書信來往， 他在1927年遷居牛津郡伊雲（Ewelme）的舊堂區牧師宅第，1933年4月8日卒於家中，終年63歲， 他死時沒有立下遺囑，家產估值為1,312英鎊。 施勳爵士死後，香港各界深表哀悼，其追思會在4月12日於中環聖約翰座堂舉行， 港督貝璐爵士、行政局議員普樂爵士、周壽臣爵士及立法局議員羅旭龢等人皆有出席。

## 家庭
在1920年9月29日，施勳於牛津的S·S·菲利普及詹姆士教堂（S S Philip and James Church）迎娶瑪嘉烈·安妮·布洛克（Margaret Annie Bullock，1886年4月2日－約1954年）為妻。 施勳夫人的父親為托馬斯·朗茲·布洛克教授（Prof Thomas Lowndes Bullock，1845年9月27日－1915年3月20日），曾任職駐中國領事，亦曾在1899年至1915年任牛津大學中文系教授。 施勳爵士伉儷共育有二子一女， 施勳夫人於1919年獲MBE勳銜，丈夫身後曾居於伯克郡（今牛津郡）沃靈福德（Wallingford）的冬溪小屋（Winterbrook Lodge），該宅第後來由女作家阿嘉莎·克莉絲蒂女爵士所有。
施勳興趣廣泛，在港期間曾長年出任香港公務員木球會（Hong Kong Civil Service Cricket Club）會長，並經常參與木球賽事，另外也是業餘劇社成員，曾經參演《宗教大法官》一劇。 施勳爵士也是聖公會虔誠信徒，身為聖約翰座堂管理組織的成員，也是該座堂的唱詩班成員。 作為共濟會會員，他有份參與創立該會分館大學會館（University Lodge）。

## 榮譽

### 殊勳
- C.M.G. （1917年[1]）
- K.B.E. （1923年英皇壽辰名單[1]）

### 榮譽學位
- 法律博士
  - 香港大學 （1920年[1]）

### 以他命名的事物
- 施勳道：位於香港島歌賦山上，曾被稱作全世界地價最昂貴的街道，律政司官邸座落於此。[21]

## 注腳
1. 1 2 3 4 5 6 7  "Severn, Sir Claud", Who Was Who, London: A & C Black, 1996.
2. ↑  "Walter Severn Esq", AncientAncestors.net, retrieved on 5 July 2009.
3. ↑  "Helen Boyle", The Boyle Family Genealogy, retrieved on 5 July 2009.
4. ↑  "FERGUSSON of Kilkerran,Ayr", Leigh Rayment's Peerage Page, retrieved on 5 July 2009.
5. 1 2 3 4 5 6 7  The Dominions Office and Colonial Office List, Great Britain: Office of Commonwealth Relations, 1927.
6. ↑  "Sir Francis May - Attempt on His Life - Discovery of a Plot", The Sydney Morning Herald, 8 July 1912, p.4.
7. 1 2  "Hong Kong", WorldStatesmen.org, retrieved on 1 July 2009.
8. 1 2  "Sir Claud Severn Dies in London", The China Mail, 10 April 1933, p.1 & 12.
9. 1 2  Bernard Mellor, Lugard in Hong Kong, Hong Kong: Hong Kong University Press, 1992.
10. 1 2 3  Frank Welsh, A History of Hong Kong, London: HarperCollins Publishers, 1993.
11. 1 2 3 4  "Death of Sir Claud Severn - Distinguished and Greatly Loved - Public Servant", Hong Kong Daily Press, 11 April 1933, p.9.
12. ↑  "SOCIAL AND PERSONAL.", The Straits Times, 18 August 1927, p.7.
13. ↑  "Sir Claud Severn", The Times, 10 April 1933.
14. ↑  "Death of Sir Claud Severn - Former H.K. Colonail Secretary - Highly Popular Official", The Hong Kong Telegraph, 10 April 1933, p.1.
15. ↑  "Sir Claud Severn's Will", Hong Kong Daily Press, 10 October 1933, p.5.
16. ↑  "The Late Sir Claud Severn - Memorial Service at 5.15 P.M. Today", Hong Kong Daily Press, 12 April 1933, p.8.
17. ↑  "Memorial Service to Sir Claud Severn", The Hong Kong Telegraph, 13 April 1933, p.12.
18. ↑  "The Hon. Dr. Claud Severn, C.M.G.", The Straits Times, 15 November 1920, p.8.
19. ↑  "MR. THOMAS LOWNDES BULLOCK", Obituaries in 1915, 1916.
20. 1 2  "BULLOCK, MARGARET ANNIE (Lady SEVERN)", Girton College Register, 1869-1946, 1948.
21. ↑  "World's Most Expensive Streets", The Most Expensive Journal, 6 August 2008.

## 外部連結
- Fergusson Family Tree

| 官衔                    | 官衔                                       | 官衔                    |
| ----------------------- | ------------------------------------------ | ----------------------- |
| 前任者： 金文泰（署理） | 香港輔政司 1912年2月2日-1925年11月14日     | 繼任者： 符烈槎（署理） |
| 前任者： 盧嘉爵士       | 署理香港總督 1912年3月16日-1912年7月3日    | 繼任者： 梅含理爵士     |
| 前任者： 梅含理爵士     | 署理香港總督 1913年8月21日-1913年12月24日  | 繼任者： 梅含理爵士     |
| 前任者： 梅含理爵士     | 署理香港總督 1916年11月6日-1916年12月8日   | 繼任者： 梅含理爵士     |
| 前任者： 梅含理爵士     | 署理香港總督 1917年11月10日-1917年12月16日 | 繼任者： 梅含理爵士     |
| 前任者： 梅含理爵士     | 署理香港總督 1918年9月12日-1919年9月29日   | 繼任者： 司徒拔爵士     |
| 前任者： 司徒拔爵士     | 署理香港總督 1921年4月8日-1921年5月11日    | 繼任者： 司徒拔爵士     |
| 前任者： 司徒拔爵士     | 署理香港總督 1922年6月15日-1922年11月18日  | 繼任者： 司徒拔爵士     |
| 前任者： 司徒拔爵士     | 署理香港總督 1924年2月1日-1924年2月13日    | 繼任者： 司徒拔爵士     |
| 前任者： 司徒拔爵士     | 署理香港總督 1925年3月19日-1925年4月13日   | 繼任者： 司徒拔爵士     |
| 前任者： 司徒拔爵士     | 署理香港總督 1925年10月31日-1925年11月1日  | 繼任者： 金文泰爵士     |